# Ala (Trentino)
Ala (deutsch veraltet Ahl oder Halla) ist eine italienische Gemeinde (comune) mit 8819 Einwohnern (Stand 31. Dezember 2023) in der Provinz Trient, Region Trentino-Südtirol. Sie gehört der Talgemeinschaft Comunità della Vallagarina an.

## Geografie
Ala liegt in der Vallagarina auf der orographisch linken Talseite des Etschtales am Beginn des Val di Ronchi, und etwa 42 km südlich von Trient und etwa 60 km nördlich von Verona entfernt. In Ala mündet der gleichnamige Torrente Ala aus dem Val di Ronchi in die Etsch, der auch die nördliche Grenze des historischen Ortskerns von Ala bildet. Das Gemeindegebiet grenzt an die beiden zur Region Venetien gehörenden Provinzen Verona und Vicenza.
Die Nachbargemeinden sind Rovereto, Mori, Vallarsa, Brentonico und Avio, alle in der Provinz Trient gelegen, sowie Recoaro Terme und Crespadoro in der Provinz Vicenza und Erbezzo, Bosco Chiesanuova, Sant’Anna d’Alfaedo und Selva di Progno in der Provinz Verona.

## Verwaltungsgliederung
Zur Gemeinde Ala gehören die folgenden acht Fraktionen: Chizzola, Marani, Pilcante, Ronchi, Santa Margherita, Sdruzzinà, Sega di Ala und Serravalle.
Namensherkunft „Chizzola“
Der Name des Ortes Chizzola ist vermutlich aus der Herleitung der „via claudia augusta“ entstanden und wurde 1289 zu „ad Clocolam“, 1384 zu „castro Clozola“ und um 1385 zu „villa Chizole“. Aus der Liste der Notare des Trentino stammt die Eintragung des Nicolò da Chizzola, in der die Herkunft seines Namens erklärt ist: „Nicolò da Chizzola: 1410 Nicolaus filius quondam ser Melchioris de la Cluzola valle Lagarinae dioecesis tridentinae imperiali auctoritate notarius publicus. 1413 Discretus vir ser Nicolaus notarius publicus quondam magistri Melioris (sic) de villa Clozollae. Nunc Clozolla dicitur Chizola plebis muriensis.“

## Verkehr
Durch Ala führen die Brennerautobahn (A22) und die Brennerbahn. Im Bahnhof von Ala halten nur die Regionalzüge Richtung Verona oder Bologna. Von 1866 bis 1919 war Ala Grenzbahnhof zwischen dem Kaisertum Österreich, ab 1867 Österreich-Ungarn und dem Königreich Italien.
Von der Autobahnausfahrt Ala/Avio kann man unter anderem den Monte Baldo erreichen.

## Söhne und Töchter der Gemeinde
- Gianfrancesco Malfatti (1731–1807), Mathematiker
- Giuseppe Vicentini (1860–1944), Physiker und Seismologe, Erfinder des Vicentini-Mikroseismographen
- Maurizio Bonato (* 1953), Künstler

## Galerie

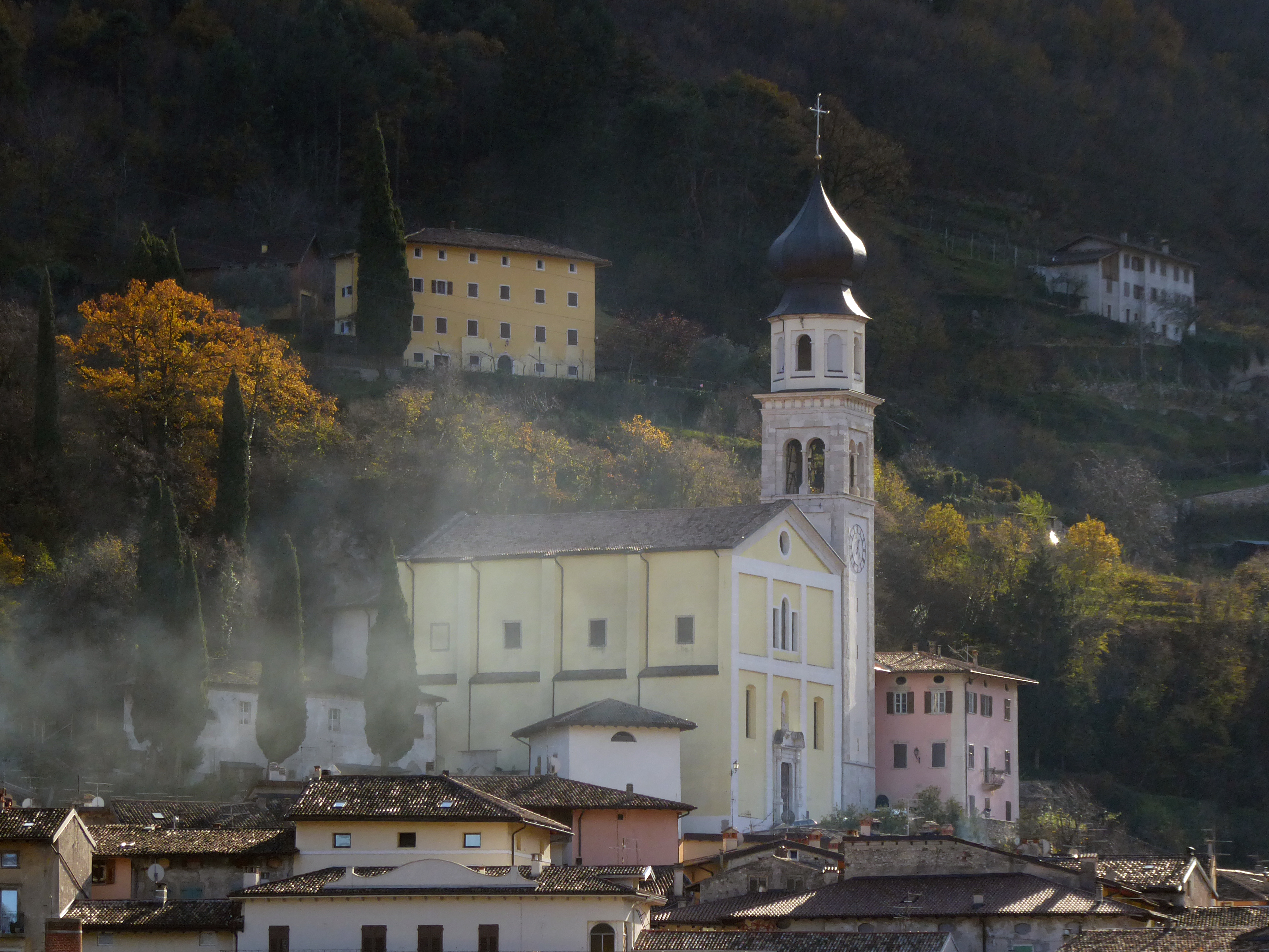
Santa Maria Assunta
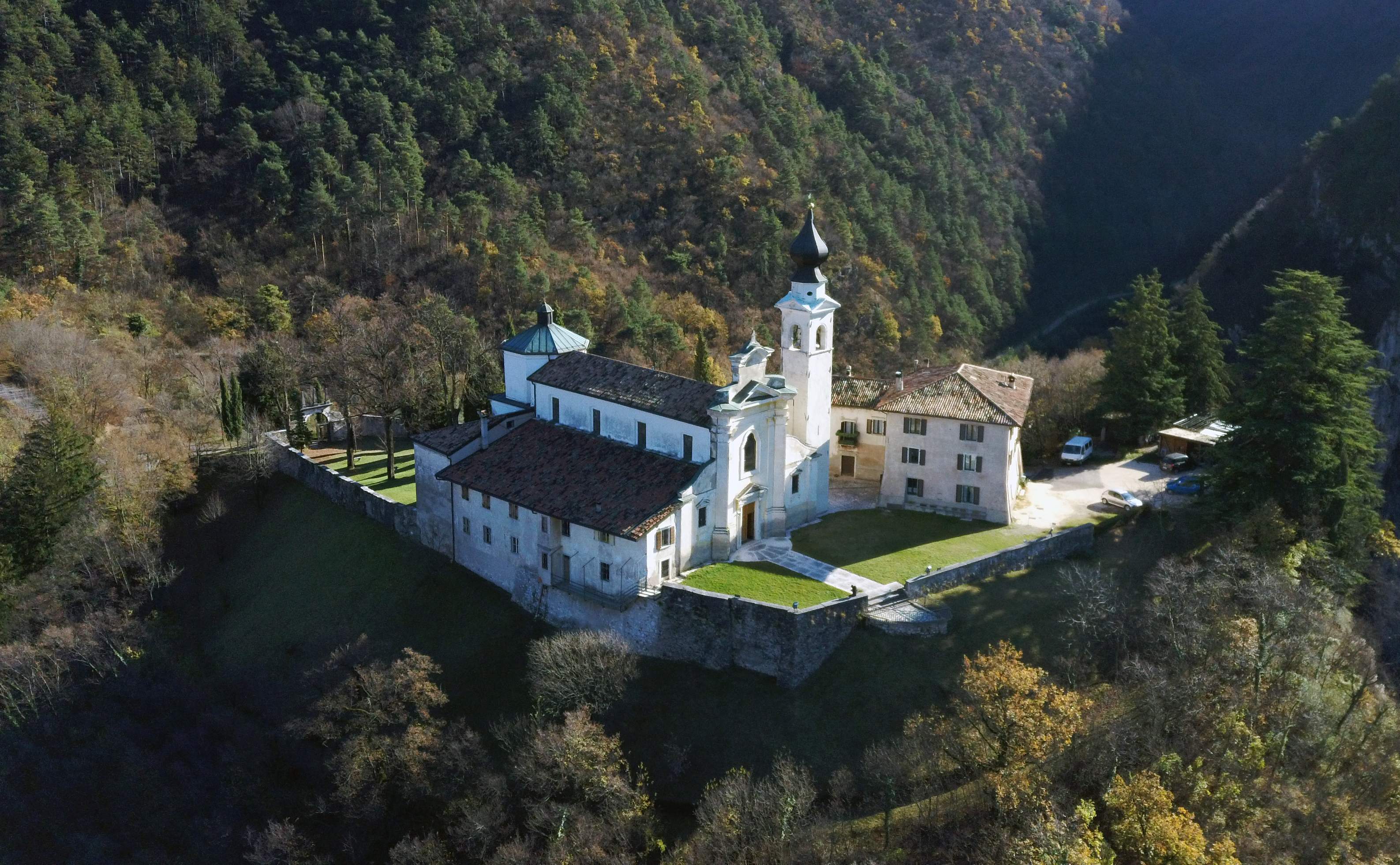
Santuario di San Valentino
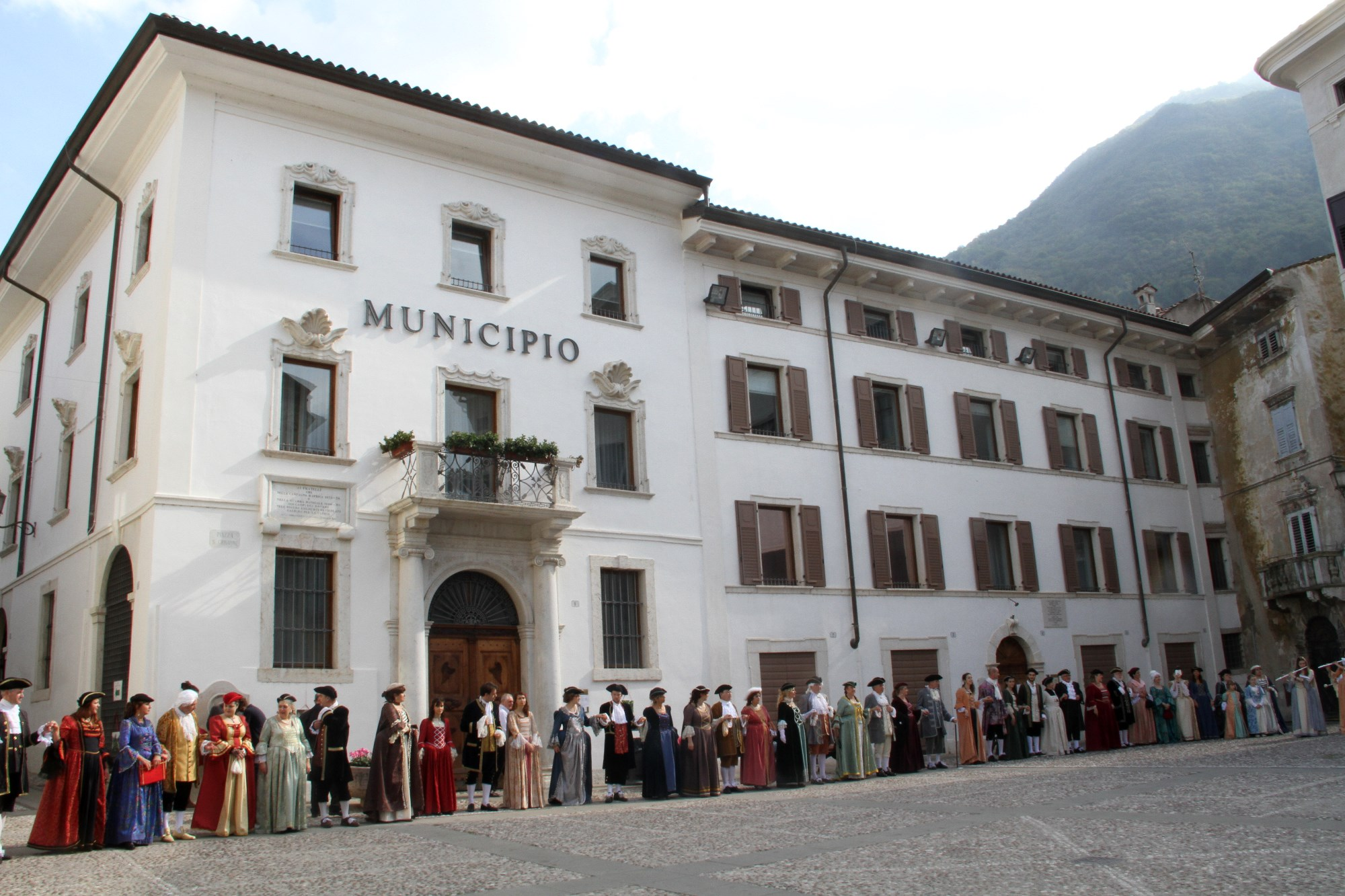
Palazzo Municipale
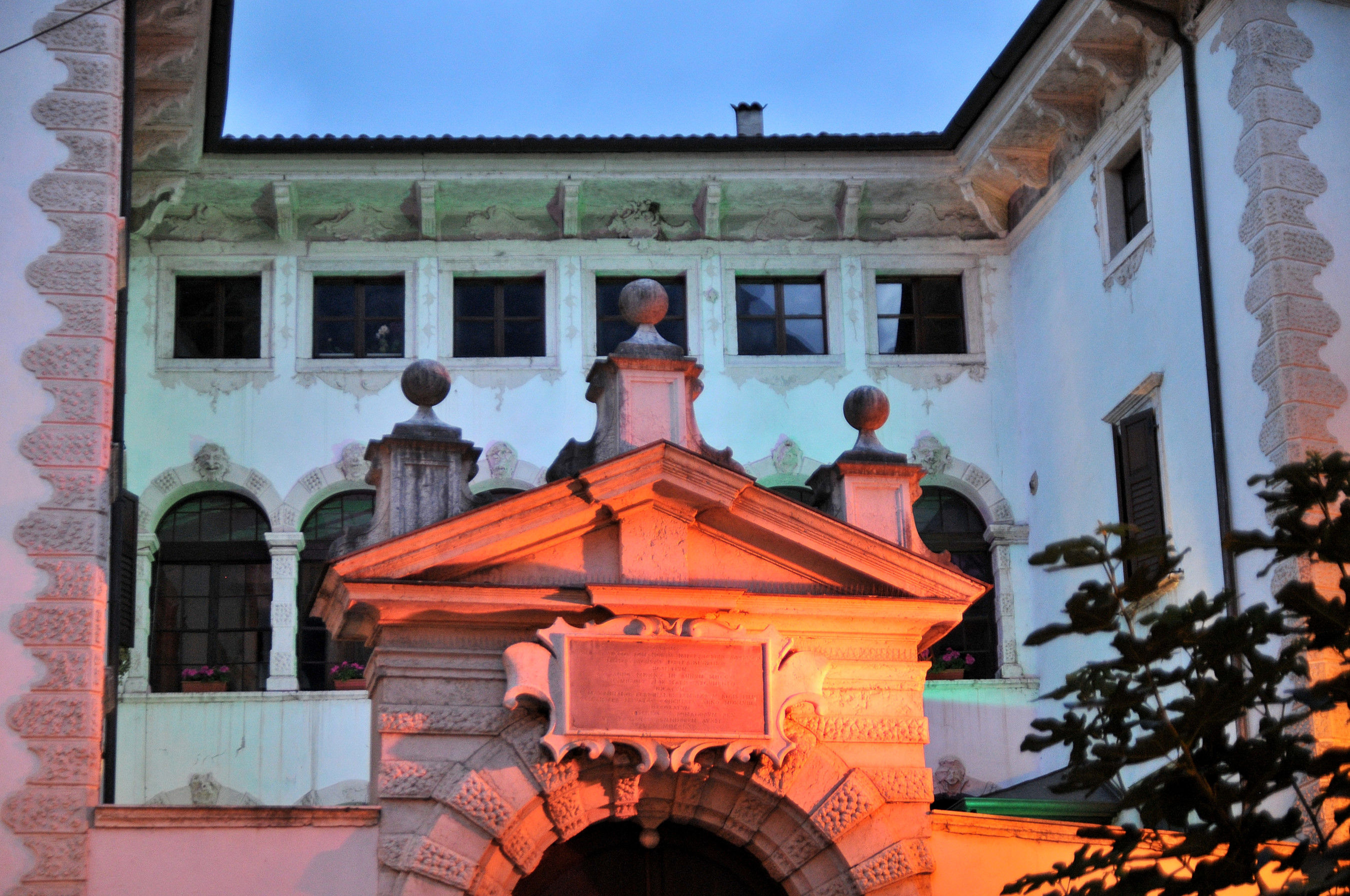
Palazzo Angelini
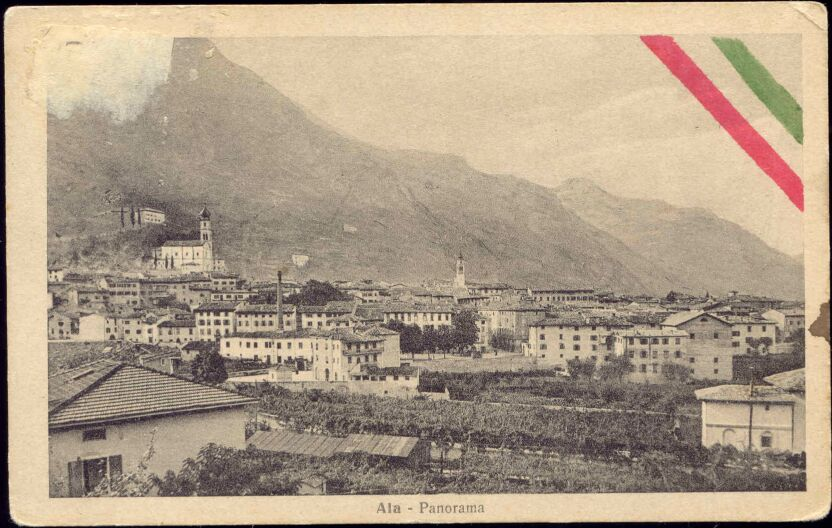
Ala um 1910

## Belege
1. ↑  Bilancio demografico e popolazione residente per sesso al 31 dicembre 2023. ISTAT. (Bevölkerungsstatistiken des Istituto Nazionale di Statistica, Stand 31. Dezember 2023).
2. ↑  Daten zur Gemeinde Ala auf Italienisch (Memento des Originals vom 26. Juni 2021 im Internet Archive)  Info: Der Archivlink wurde automatisch eingesetzt und noch nicht geprüft. Bitte prüfe Original- und Archivlink gemäß Anleitung und entferne dann diesen Hinweis., abgerufen am 19. September 2017
3. ↑  Gorfer Aldo, 1965, Guida dei Castelli del Trentino
4. ↑  P. Giangrisostomo Tovazzi, Notai che operarono nel Trentino, 1999, Biblioteca San Bernardino